# Pico de Bastiments
El pic de Bastiments (2881 m s. n. m.), conocido también por el nombre de pico del Gigante (Pic del gegant), es una montaña situada en el eje entre el Ripollés y el Conflent, que separa el circo de Ulldeter del circo de Bassibers en la provincia de Gerona, España. Con sus 2881 m s. n. m., es el gran pico más oriental de los Pirineos. Se encuentra ubicado en la confluencia de los términos municipales de Setcasas, Queralbs y Fontpedrosa.
Su ascensión es relativamente fácil, tanto en verano como en invierno, siempre que la misma se desarrolle en condiciones normales. Dispone de un refugio, el Refugio de Ulldeter, que actualmente se halla un poco más al sur que el original, destruido por las tropas franquistas. Como quiera que sea una ascensión clásica, en 1994 el Grupo Excursionista y Deportivo Gerundés decidió escalarlo como parte de los actos de celebración de su 75.º aniversario, en cuya virtud se colocó una cruz. No obstante, dicha cruz no está enclavada en la cima, sino más al este, en la cota 2875 m.